# 아이리움안과
아이리움안과(영어: Eyereum Eye Clinic)은 대한민국 서울특별시 강남구에 위치한 안과 의료기관이다. 2011년 개원 이후 시력교정술, 백내장수술, 노안교정, 안내렌즈삽입술(ICL) 등의 분야에서 진료와 연구를 수행하고 있다.

## 진료 분야
- 시력교정술: 스마일(SMILE), 스마일프로(SMILE pro)], 라식(LASIK), 라섹(LASEK)
- 렌즈삽입술(EVO ICL, Toric ICL), 재수술 대상자 위한 ICL
- 백내장 및 노안교정수술: PresbyMAX, Cataract +Premium IOLs implantation, Cataract surgery post Laser Vision Correction(CAT+ CustomEyes)[1]
- 기타 치료: 원추각막, 안구건조증, 익상편, 결막이완증, 결막모반, 청소년 근시 조절용 드림렌즈 등

## 기술 및 의료장비
- 플라즈마 스마일(Plasma SMILE): 플라즈마 에너지만을 활용해 각막 렌티큘(Lenticule)을 생성하는 스마일 수술법[2]

- 스마일프로(SMILE pro): 비쥬맥스800(VisuMax 800) 장비를 이용한 수술[3]

- 커스텀아이즈(CustomEyes): 고해상도 진단장치(MS-39, PERAMIS)로 환자의 각막과 광학적 특징을 통합 분석하고 전체 안구 기반의 광선추적(Ray Tracing) 기술을 적용해 1대1 맞춤형 레이저 패턴을 설계하는 고정밀 시력교정술[4]

- 프레즈비맥스(PresbyMAX):, 근거리 시력과 원거리 시력을 함께 개선하는 새로운 혼합 시력 접근법의 노안교정술[5][6]

## 의료진
- 강성용
- 최진영
- 정병훈
- 박시윤
- 김강윤

## 교통
- 지하철2호선 강남역 2번 출구 (지하철역과 바로 연결)